# 君に逢いたかった (ナオト・インティライミの曲)
「君に逢いたかった」（きみにあいたかった）は、日本のミュージシャンナオト・インティライミの7枚目のシングル楽曲。2012年2月8日発売。発売元はユニバーサルミュージック。

## 概要
- 「君に逢いたかった」は、『ニッセン 2012春』のCMソングに起用。カップリング「Message」は、NTV『第90回全国高校サッカー選手権大会』の応援歌。

## 収録曲
全作曲：ナオト・インティライミ
1. 君に逢いたかった [4:41]
作詞：ナオト・インティライミ・川村結花／編曲：SHIKATA・REO
2. Message [4:45]
作詞：ナオト・インティライミ・O-live／編曲：soundbreakers
3. タカラモノ~この声がなくなるまで~　(Chill Out ver.)[1:59]
4. 君に逢いたかった [KARAOKE][4:41]
5. Message [KARAOKE][4:48]